# Basilica Iulia
Basilica Iulia är en antik basilika på Forum Romanum i Rom.
Byggnaden påbörjades av Julius Caesar år 54 f.Kr. och återuppbyggdes av Augustus efter branden på Forum år 14 f.Kr. Den drygt etthundra meter långa fasaden hade arkader i två våningar mot Forum. Det höga mittskeppet fick direkt ljus från stora fönster högst upp, och mot det öppnade sig sidoskepp i två våningar. Efter att under århundraden ha plundrats på byggnadsmaterial återstår nästan ingenting av basilikan, men dess utseende är känt från myntbilder och andra källor. En av portikens kolonner rekonstruerades på 1800-talet och tegelmurar har återuppbyggts i hörnet mot Capitolium, där en kyrka – Santa Maria in Cannapara – uppfördes under tidig medeltid.
Basilica Iulia användes av domstolen Centumviri (latin, av centum, "hundra", och vir, "man"), vilken dömde i civilmål om arvsfrågor och ägotvister. Sådana hade tidigare hållits i olika lokaler vid Forum eller under bar himmel. Vid stora rättegångar kunde hela basilikan användas, men vanligen delades den upp genom draperier och provisoriska avbalkningar. Lyhördheten tycks ha varit ett problem, eftersom det omtalas att en vältalig advokat, som pläderade i ett mål, kunde locka fram applåder från åhörare i utrymmena intill.

## Bilder
| - Den rekonstruerade kolonnen. - Basilica Iulia. I fonden Santa Maria Antiqua. |